# Public limited company
 (avril 2017).
Si vous disposez d'ouvrages ou d'articles de référence ou si vous connaissez des sites web de qualité traitant du thème abordé ici, merci de compléter l'article en donnant les références utiles à sa vérifiabilité et en les liant à la section « Notes et références ».

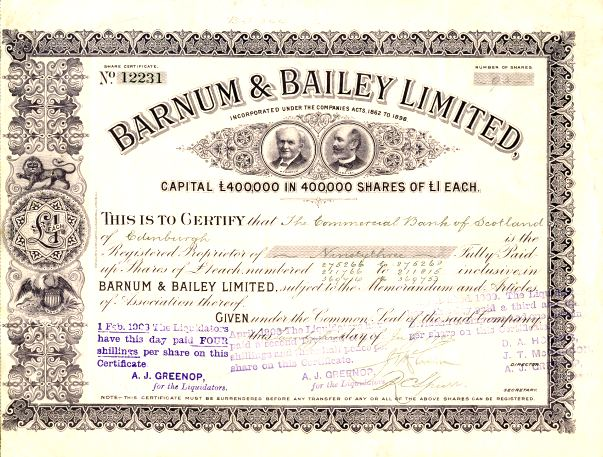
Certificat de Barnum & Bailey Limited

Une public limited company (dont l'abréviation légale est Plc), traduisible par « société ouverte à responsabilité limitée » ou « société publique à responsabilité limitée », est une forme d'entreprise dans plusieurs pays du monde anglo-saxon et du Commonwealth notamment au Royaume-Uni ou également en  Irlande. Il s'agit d'une entreprise dont les parts ont été vendues par offre au public de titres financiers. Elle peut être comparée aux sociétés anonymes (SA) du système juridique français.

## Caractéristiques
Les caractéristiques de la Plc sont :
- au minimum deux actionnaires ;
- un capital minimum de 50 000 livres (environ 72 886 euros), ou 30 000 euros en Irlande, entièrement souscrit avec obligation d’en libérer le quart ;
- fonctionnement équivalent à celui de la société à responsabilité limitée (Private Limited Company), mais un conseil d’administration composé de deux administrateurs minimum, personne physique ou personne morale, actionnaire ou non ;
- des formalités administratives supplémentaires (trading certificate) ;
- la présence d’un commissaire aux comptes (auditor) ;
- la responsabilité des actionnaires limitée au montant des apports ;
- le régime social et fiscal des salariés pour l’administrateur exerçant en plus de son mandat une fonction technique précise (exemple : managing director).